# Rave Teacher (Somebody Like Me)
A "Rave Teacher (Somebody Like Me)" a német Scooter együttes kislemeze, mely 2019. április 5-én jelent meg. Ez az első dal, amely a Sebastian Schildével közös felállás idején jelent meg.

## Története
A dal először Pozsonyban debütált élő közönség előtt március 23-án, ebből derült ki, hogy ez is egy feldolgozás, méghozzá a Xillions "Somebody Like Me"-je, annak is a közismertebb "Mark With A K Remix" változatát vették alapul a dallam megírásához. Az eredeti szerzők neve is felkerült a borítóra. A dal kicsit visszatérésként hat a 2000-es években játszott stílusukhoz.

## Számok listája
1. Rave Teacher (Somebody Like Me) (Radio Edit) (3:15)
2. Rave Teacher (Somebody Like Me) (Extended) (5:02)

## Más változatok
Facebookon közzétett információk alapján egy Club Mix készítése is tervbe volt véve, de ezt hivatalosan nem adták ki. Annak elemeinek felhasználásával azonban a "God Save The Rave Tour" alatt játszottak egy speciális instrumentális verziót, mely vége hardstyle alapokra váltott át.
A dal felkerült a "Kontor Top of the Clubs 2019.02." válogatáslemezre is.
A "God Save The Rave" című 2021-es nagylemezre egy, a turnén játszotthoz hasonló változat szerepel, "Album Edit" címmel.

## Közreműködtek
- H.P. Baxxter (szöveg)
- Sebastian Schilde (zene)
- Jens Thele (producer)
- Oscar Bishop, Shea Duncan (Xillions)
- Balca Yildiztekin (refrén ének)

## Videóklip
A korábban megszokotthoz képest egyszerűbb videóklip készült, mely április 8-án lett elérhető. Lényegében egy térben játszódik az egész, egy stúdióban, melyben egy rendőrautó található, az oldalám Scooter-logóval. Ez utóbbi utalás a The KLF sikeres projektjére, a "The Timelords"-ra, ugyanis ugyanilyen rendőrautó szerepelt annak a klipjében is. A Scooter tagjai vagy az autóban láthatóak, vagy előtte zenélnek, ezen kívül csak egy kezeslábasba öltözött, búvárszemüveghez hasonló maszkos táncos látható a klipben.